# Sirisak Yodyardthai
Sirisak Yodyardthai (in thailandese ศิริศักดิ์ ยอดญาติไทย; Phayakkhaphum Phisai, 29 marzo 1969) è un allenatore di calcio ed ex calciatore thailandese, di ruolo attaccante, tecnico del Pattaya Dolphins Utd.

## Carriera

### Club
Dal 2015 al 2017 ha guidato il Thai Honda, portandolo alla promozione nella massima serie thailandese.

### Nazionale
Il 7 gennaio 2019 è stato nominato allenatore ad interim della nazionale thailandese, sostituendo Milovan Rajevac, esonerato dopo la sconfitta per 4-1 contro l'India alla prima giornata della fase finale della Coppa d'Asia 2019. Ha esordito il 10 gennaio con una vittoria contro il Bahrein (0-1) e il 14 gennaio ha ottenuto un pari (1-1) contro i padroni di casa degli Emirati Arabi Uniti, superando il turno. Agli ottavi di finale la nazionale thailandese è stata eliminata dalla Cina (1-2).
Nel 2021 va ad allenare l'Udon Thani, club della seconda divisione thailandese, categoria in cui alla guida del Thai Honda nel 2016 aveva vinto il campionato. Nello stesso anno passa sulla panchina del Pattaya Dolphins Utd.

## Palmarès

### Allenatore

#### Competizioni nazionali
- Thai League 2: 1

Thai Honda: 2016